# إدواردو أسيفيدو (لاعب كرة قدم)
إدواردو أسيفيدو (بالإسبانية: Eduardo Acevedo)‏ هو لاعب كرة قدم ومدرب كرة قدم غواتيمالي، ولد في 8 يونيو 1964 في غواتيمالا. شارك مع منتخب غواتيمالا لكرة القدم. أما مع النوادي، فقد لعب مع ميونيسيبال ونادي كوميونيكيشنس.

## وصلات خارجية
- إدواردو أسيفيدو على موقع الاتحاد الدولي (مؤرشف)  (الإنجليزية)
- إدواردو أسيفيدو على موقع قاعدة بيانات كرة القدم.إي يو (الإنجليزية)
- إدواردو أسيفيدو على موقع ناشيونال فوتبول تيمز (الإنجليزية)